# Zoza
Zoza (en cors Zozza) és un municipi francès, situat a la regió de Còrsega, al departament de Còrsega del Sud. L'any 1999 tenia 51 habitants.

## Demografia
| 1962 | 1968 | 1975 | 1982 | 1990 | 1999 |
| ---- | ---- | ---- | ---- | ---- | ---- |
| 51   | 84   | 80   | 67   | 55   | 51   |

## Administració
| Període   | Identitat     | Partit | Qualitat |  |
| --------- | ------------- | ------ | -------- |  |
| 2001-2008 | Paul Giuliani |        |          |  |